# Civray, Cher

Civray este o comună în departamentul Cher, Franța. În 1 ianuarie 2022 avea o populație de 918 de locuitori.